# Millî Lig 1959
Die Millî Lig 1959 war die erste Spielzeit der höchsten türkischen Spielklasse im Fußball der Männer. Sie startete am 21. Februar 1959 mit dem 1. Spieltag und endete mit dem Rückspiel des Meisterschaftsfinales zwischen Fenerbahçe Istanbul gegen Galatasaray Istanbul am 14. Juni 1959.
Die Liga war damals in zwei Gruppen (Rot und Weiß) mit jeweils acht Mannschaften geteilt. Die Mannschaften auf dem 1. Tabellenplatz beider Gruppen qualifizierten sich für das Finale. Im Finale gab es ein Hin- und Rückspiel.
Im Finale trafen die Rivalen Fenerbahçe Istanbul und Galatasaray Istanbul aufeinander. Galatasaray gewann das Hinspiel mit 1:0, aber verlor im Rückspiel mit 0:4 gegen Fenerbahçe. Damit war Fenerbahçe Istanbul der erste offizielle türkische Fußballmeister. Abgestiegen ist damals keine Mannschaft.

## Abschlusstabelle

### Gruppe Rot
| Pl. | Verein                | Sp. | S | U | N | Tore    | Quote | Punkte |
| --- | --------------------- | --- | - | - | - | ------- | ----- | ------ |
| 1.  | Galatasaray Istanbul  | 14  | 7 | 6 | 1 | 018:700 | 2,57  | 20:80  |
| 2.  | Vefa Istanbul         | 14  | 7 | 6 | 1 | 021:100 | 2,10  | 20:80  |
| 3.  | Ankara Demirspor      | 14  | 4 | 8 | 2 | 012:110 | 1,09  | 16:12  |
| 4.  | Göztepe Izmir         | 14  | 5 | 5 | 4 | 023:210 | 1,10  | 15:13  |
| 5.  | Karagümrük SK         | 14  | 4 | 4 | 6 | 017:170 | 1,00  | 12:16  |
| 6.  | Karşıyaka SK          | 14  | 2 | 6 | 6 | 013:210 | 0,62  | 10:18  |
| 7.  | Gençlerbirliği Ankara | 14  | 1 | 8 | 5 | 010:180 | 0,56  | 10:18  |
| 8.  | Adalet SK             | 14  | 1 | 7 | 6 | 012:210 | 0,57  | 09:19  |

Platzierungskriterien: 1. Punkte – 2. Torquotient – 3. Direkter Vergleich (Punkte, Tordifferenz, geschossene Tore) – 4. geschossene Tore

### Gruppe Weiß
| Pl. | Verein              | Sp. | S  | U | N | Tore    | Quote | Punkte |
| --- | ------------------- | --- | -- | - | - | ------- | ----- | ------ |
| 1.  | Fenerbahçe Istanbul | 14  | 12 | 2 | 0 | 029:700 | 4,14  | 26:20  |
| 2.  | Beşiktaş Istanbul   | 14  | 8  | 2 | 4 | 022:160 | 1,38  | 18:10  |
| 3.  | Altay Izmir         | 14  | 5  | 5 | 4 | 018:160 | 1,13  | 15:13  |
| 4.  | Izmirspor           | 14  | 4  | 5 | 5 | 011:120 | 0,92  | 13:15  |
| 5.  | MKE Ankaragücü      | 14  | 5  | 3 | 6 | 016:190 | 0,84  | 13:15  |
| 6.  | Hacettepe GK        | 14  | 5  | 1 | 8 | 014:200 | 0,70  | 11:17  |
| 7.  | Beykozspor          | 14  | 3  | 4 | 7 | 017:210 | 0,81  | 10:18  |
| 8.  | İstanbulspor        | 14  | 1  | 4 | 9 | 006:220 | 0,27  | 06:22  |

Platzierungskriterien: 1. Punkte – 2. Torquotient – 3. Direkter Vergleich (Punkte, Tordifferenz, geschossene Tore) – 4. geschossene Tore

## Kreuztabelle
Die Kreuztabelle stellt die Ergebnisse aller Spiele der regulären Saison dar. Die Heimmannschaft ist in der linken Spalte, die Gastmannschaft in der oberen Zeile aufgelistet.
| Gruppe Rot            | Galatasaray Istanbul | Vefa Istanbul | Ankara Demirspor | Göztepe Izmir | Fatih Karagümrük SK | Karşıyaka SK | Gençlerbirliği Ankara | Adalet |
| --------------------- | -------------------- | ------------- | ---------------- | ------------- | ------------------- | ------------ | --------------------- | ------ |
| Galatasaray Istanbul  |                      | 0:0           | 1:2              | 5:0           | 1:0                 | 1:1          | 0:0                   | 2:1    |
| Vefa Istanbul         | 1:1                  |               | 0:0              | 3:2           | 1:0                 | 3:0          | 3:0                   | 2:2    |
| Ankara Demirspor      | 0:2                  | 1:1           |                  | 1:1           | 0:0                 | 1:0          | 0:0                   | 2:0    |
| Göztepe Izmir         | 0:0                  | 0:1           | 4:2              |               | 3:0                 | 3:2          | 2:1                   | 2:3    |
| Karagümrük SK         | 2:3                  | 1:2           | 1:2              | 1:1           |                     | 2:2          | 1:0                   | 3:0    |
| Karşıyaka SK          | 0:1                  | 2:0           | 1:1              | 0:3           | 0:3                 |              | 1:1                   | 3:1    |
| Gençlerbirliği Ankara | 0:0                  | 0:3           | 0:0              | 2:2           | 1:2                 | 1:1          |                       | 1:1    |
| Adalet SK             | 0:1                  | 1:1           | 0:0              | 0:0           | 1:1                 | 0:0          | 2:3                   |        |

| Gruppe Weiß         | Fenerbahçe Istanbul | Beşiktaş Istanbul | Altay Izmir | Izmirspor | MKE Ankaragücü | Hacettepe | Beykozspor | Istanbulspor |
| ------------------- | ------------------- | ----------------- | ----------- | --------- | -------------- | --------- | ---------- | ------------ |
| Fenerbahçe Istanbul |                     | 1:0               | 1:1         | 1:0       | 3:1            | 2:1       | 2:1        | 3:0          |
| Beşiktaş Istanbul   | 0:2                 |                   | 2:1         | 2:0       | 0:0            | 3:2       | 0:1        | 2:1          |
| Altay Izmir         | 0:1                 | 3:1               |             | 1:1       | 1:0            | 1:0       | 2:2        | 2:0          |
| Izmirspor           | 0:0                 | 1:1               | 2:2         |           | 1:0            | 1:0       | 2:1        | 2:0          |
| MKE Ankaragücü      | 2:3                 | 1:3               | 2:1         | 1:0       |                | 1:0       | 2:2        | 1:1          |
| Hacettepe GK        | 1:4                 | 0:3               | 2:0         | 1:0       | 1:3            |           | 1:0        | 1:1          |
| Beykozspor          | 0:1                 | 2:3               | 2:2         | 2:1       | 3:1            | 1:2       |            | 0:2          |
| İstanbulspor        | 0:5                 | 1:2               | 0:1         | 0:0       | 0:1            | 0:2       | 0:0        |              |

## Finale

### Hinspiel
| Paarung              | Galatasaray Istanbul – Fenerbahçe Istanbul |
| Ergebnis             | 1:0 (1:0) |
| Datum                | 10. Juni 1959 um 16:00 Uhr |
| Stadion              | Mithatpaşa-Stadion, Istanbul |
| Zuschauer            | 18.016 |
| Schiedsrichter       | Markovic ( Jugoslawien) |
| Tore                 | 1:0 Metin Oktay (39.) |
| Galatasaray Istanbul | Turgay Şeren – Saim Tayşengil, İsmail Kurt, Ahmet Karlıklı, Ergun Ercins – Nuri Asan, İsfendiyar Açıksöz, Suat Mamat, Metin Oktay – Dursun Ali Baran – Mete Basmacı Cheftrainer: George Dick ( England)  |
| Fenerbahçe Istanbul  | Özcan Arkoç – Osman Göktan, Basri Dirimlili, Avni Kalkavan, Naci Erdem – Niyazi Tamakan, Mustafa Güven, Can Bartu, Şeref Has – Lefter Küçükandonyadis, Yüksel Gündüz Cheftrainer: Ignác Molnár ( Ungarn) |

### Rückspiel
Mit einem Gesamtergebnis von 4:1 wurde Fenerbahçe Istanbul erster türkischer Fußballmeister und qualifizierte sich für den Europapokal der Landesmeister 1959/60.
| Paarung              | Fenerbahçe Istanbul – Galatasaray Istanbul |
| Ergebnis             | 4:0 (2:0) |
| Datum                | 14. Juni 1959 um 16:00 Uhr |
| Stadion              | Mithatpaşa-Stadion, Istanbul |
| Zuschauer            | 26.553 |
| Schiedsrichter       | Francesco Liverani ( Italien) |
| Tore                 | 1:0 Yüksel Gündüz (9.) 2:0 Naci Erdem (44.) 3:0 Mustafa Güven (68.) 4:0 Şeref Has (71.) |
| Fenerbahçe Istanbul  | Özcan Arkoç – Osman Göktan, Basri Dirimlili, Avni Kalkavan, Naci Erdem – Niyazi Tamakan (44. Mustafa Güven), Seracettin Kırklar, Can Bartu, Şeref Has – Lefter Küçükandonyadis, Yüksel Gündüz Cheftrainer: Ignác Molnár ( Ungarn) |
| Galatasaray Istanbul | Yüksel Alkan – Saim Tayşengil, İsmail Kurt, Ahmet Karlıklı, Ergun Ercins – Nuri Asan, İsfendiyar Açıksöz, Suat Mamat, Metin Oktay – Dursun Ali Baran (42. Cengiz Özyalçın) – Mete Basmacı Cheftrainer: George Dick ( England)     |

## Torschützenkönig
Metin Oktay von Galatasaray Istanbul wurde mit 11 Toren der erste offizielle Torschützenkönig im türkischen Profifußball.
| Rang | Spieler                | Klub                 | Tore |
| ---- | ---------------------- | -------------------- | ---- |
| 1.   | Metin Oktay            | Galatasaray Istanbul | 11   |
| 2.   | Şirzat Dağcı           | Beykozspor           | 09   |
| 3.   | Nazmi Bilge            | Beşiktaş Istanbul    | 08   |
| 4.   | Özer Kanra             | Vefa Istanbul        | 07   |
| 5.   | Lefter Küçükandonyadis | Fenerbahçe Istanbul  | 06   |
| 5.   | Seyfi Kentkuran        | MKE Ankaragücü       | 06   |
| 5.   | Erdoğan Gökçen         | Adalet SK            | 06   |
| 5.   | Recep Adanır           | Beşiktaş Istanbul    | 06   |
| 9.   | Ayhan Elmastaşoğlu     | Altay Izmir          | 05   |
| 9.   | Aydın Yelken           | Karagümrük SK        | 05   |

## Trainer
| Verein                | Trainer        | im Amt seit   |
| --------------------- | -------------- | ------------- |
| Galatasaray Istanbul  | George Dick    | 1. Spieltag   |
| Vefa Istanbul         | Necdet Erdem   | 1. Spieltag   |
| Ankara Demirspor      | István Turbéky | 1. Spieltag   |
| Göztepe Izmir         | Ruhi Karaduman | 1. Spieltag   |
| Karagümrük SK         | Cahit Candan   | 12. Spieltag0 |
| Karşıyaka SK          | Oktay Kulaksız | 6. Spieltag   |
| Gençlerbirliği Ankara | Kemal Kaya     | 1. Spieltag   |
| Adalet SK             | Musa Sezer     | 1. Spieltag   |

| Verein              | Trainer           | im Amt seit |
| ------------------- | ----------------- | ----------- |
| Fenerbahçe Istanbul | Ignác Molnár      | 1. Spieltag |
| Beşiktaş Istanbul   | Hüseyin Saygun    | 1. Spieltag |
| Altay Izmir         | Leandro Remondini | 1. Spieltag |
| Izmirspor           | Refik Vardaroğlu  | 1. Spieltag |
| MKE Ankaragücü      | Bedri Kaya        | 1. Spieltag |
| Hacettepe GK        | Sahir Gürkan      | 1. Spieltag |
| Beykozspor          | Rebii Erkal       | 1. Spieltag |
| İstanbulspor        | Sabri Kiraz       | 1. Spieltag |

### Trainerwechsel während der Saison
- Balazist (Karşıyaka SK) Grund: Unbekannt. Verließ den Verein nach dem 5. Spieltag
- Halil Özyazıcı (Karagümrük SK) Grund: Unbekannt. Verließ den Verein nach dem 11. Spieltag

## Die Meistermannschaft von Fenerbahçe Istanbul
| 1. | Fenerbahçe Istanbul |
|    | - Torwart: Özcan Arkoç (12 Spiel/kein Tor), Şükrü Ersoy (4/-) - Abwehr: Basri Dirimlili (15/2), Avni Kalkavan (15/1), Akgün Kaçmaz (12/-), Naci Erdem (11/2), Nedim Günar (4/-) - Mittelfeld: Hüseyin Yazıcı (1/-), Osman Göktan (16/-), Şeref Has (14/5), Necdet Çoruh (4/-), Seracettin Kırklar (2/1) - Angriff: Lefter Küçükandonyadis (16/6), Mustafa Güven (16/5), Yüksel Gündüz (13/5), Ergun Öztuna (10/2), Niyazi Tamakan (10/1), Can Bartu (9/3) - Trainer: Ignác Molnár ( Ungarn) |